# Глиэр, Рейнгольд Морицевич
Рейнго́льд Мо́рицевич Глиэ́р (имя при рождении — Рейнго́льд Эрне́ст Глиэ́р, нем. Reinhold Ernest Glier; 30 декабря 1874  [11 января 1875][…], Киев[…] — 23 июня 1956, Москва) — русский и советский композитор, дирижёр, педагог, музыкально-общественный деятель.
Народный артист СССР (1938). Лауреат трёх Сталинских премий I степени (1946, 1948, 1950). Кавалер трёх орденов Ленина (1945, 1950, 1955). Автор музыки гимна Ленинграда.

## Биография
Родился 30 декабря 1874 года (11 января 1875) в Киеве. Сын переселившегося в Киев из немецкого Клингенталя мастера по производству медных духовых инструментов. Учился во 2-й Киевской гимназии.
Первоначальное музыкальное образование получил в домашних условиях (уроки скрипки у А. Вейнберга, К. Воута). В 1894 году окончил Киевское музыкальное училище (ныне Киевская муниципальная академия музыки имени Глиэра) у О. Шевчика (скрипка), Е. Рыба (композиция) и М. Сикарда и поступил в Московскую консерваторию в класс скрипки Н. Н. Соколовского (затем перешёл в класс Я. В. Гржимали).
29 апреля [11 мая] 1897 года принял российское подданство.
В 1900 году окончил Московскую консерваторию (прошёл курс полифонии у С. И. Танеева, гармонии у А. С. Аренского и Г. Э. Конюса, класс композиции М. М. Ипполитова-Иванова), в 1906—1908 годах брал уроки дирижирования у О. Фрида в Германии.
В начале 1900-х годов — участник собраний Беляевского кружка в Петербурге.
В 1900—1907, 1909—1913 годах преподавал музыкально-теоретические дисциплины в Музыкальном училище Е. и М. Гнесиных. В 1902—1903 годах давал частные уроки Н. Я. Мясковскому и С. С. Прокофьеву.
С 1908 года выступал как дирижёр с исполнением главным образом собственных произведений.
Как композитор сформировался во многом благодаря общению с А. К. Глазуновым, С. В. Рахманиновым, Н. А. Римским-Корсаковым С 1900 года педагог.
10 [23] января 1913 года Правительствующим сенатом присвоено звание личного почётного гражданина. 
В 1913—1920 годах — профессор Киевской консерватории (ныне Национальная музыкальная академия Украины имени П. И. Чайковского) (класс композиции и оркестровый), в 1914—1920 годах директор консерватории (по другим данным, 1914—1918), а также руководитель оперного, оркестрового, камерно-инструментального классов. Среди учеников — Б. Н. Лятошинский, Л. Н. Ревуцкий, М. П. Фролов и др.
В 1920—1941 годах — профессор Московской консерватории по классу композиции. Среди учеников — А. А. Давиденко, Н. П. Иванов-Радкевич, Д. Ф. Салиман-Владимиров,А. Г. Новиков, Н. П. Раков, Л. К. Книппер и др.
В 1920—1922 годах — заведующий музыкальной секцией Московского отделения народного образования, сотрудник музыкального отдела Наркомпроса. В 1920—1923 годах — член этнографической секции Московского отделения Пролеткульта.
В 1923 году получил приглашение Наркомпроса Азербайджанской ССР приехать в Баку и написать оперу на национальный сюжет. Творческим итогом этой поездки стала опера «Шахсенем», поставленная в Азербайджанском театре оперы и балета в 1927 году. Изучение узбекского фольклора во время подготовки декады узбекского искусства в Ташкенте привело к созданию увертюры «Ферганский праздник» (1940) и в соавторстве с Т. Садыковым опер «Лейли и Меджнун» (1940) и «Гюльсара» (1949). Работая над этими произведениями, всё более убеждался в необходимости сохранять своеобразие национальных традиций, искать пути их слияния. Эта идея нашла своё воплощение в «Торжественной увертюре» (1937), построенной на русской, украинской, азербайджанской, узбекской мелодиях, в увертюрах «На славянские народные темы» и «Дружба народов» (1941)
В конце 30-х годов, а также в 1947 и 1950 годах предпринял несколько гастрольных поездок по СССР, выступая с авторскими концертами.
В 1924—1930 годах — председатель Всероссийского общества драматургов и композиторов. В 1938 году — председатель Московского союза композиторов, в 1939—1948 — председатель Оргкомитета Союза советских композиторов СССР.
Доктор искусствоведения (1941), автор первого советского репертуарного балета на современную тему «Красный мак».
Единственный российский композитор, трижды награждённый и самой престижной музыкальной премией Российской империи — премией имени М. И. Глинки, и самой престижной премией СССР — Сталинской.
Автор статей, некоторые из которых опубликованы в книге: «Р. М. Глиэр. Статьи и воспоминания» (М., 1975).
Умер 23 июня 1956 года в Москве.
Похоронен на 3 уч. Новодевичьего кладбища. Памятник работы скульптора М. К. Аникушина и архитектора В. А. Петрова, был изготовлен на Ленинградском заводе «Монументскульптура» и открыт в пятую годовщину смерти композитора, 23 июня 1961 года).

### Семья
Отец — Мориц Глиэр (1835—1896), владелец музыкальной мастерской. Мать — Юзефа (Жозефина Викентьевна) Корчак (1852—1937).
Жена — Мария Робертовна Ренквист, её предки имели скандинавские корни.
Дети — близнецы Нина (1905—1978), Лия (1905—1982), Роман (1906—1987), близнецы Валентина (1913—2002), Леонид (1913—1994) — инженер, работал в государственном проектно-изыскательском институте транспортного строительства «Мосгипротранс». Участвовал в проектировании Московского железнодорожного вокзала города Горького, Центрального стадиона «Локомотив», нескольких железнодорожных вокзалов в разных городах, кинотеатра дома отдыха «Скала» в Гагре, электровозного депо на станции Баладжары в Азербайджанской ССР и в других проектах. Соавтор проекта «Детского мира» на Лубянской площади.
Прямые наследники и потомки Р. Глиэра живут и работают в Москве. Внучка — Сэнта Викторовна Глиэр, хранительница музея-квартиры своего деда. Её сын — Кирилл Новосельский, учёный, доктор географических и экономических наук.

## Награды и звания
- Премия имени М. И. Глинки (1905) — за Первый секстет (выдвинут Глазуновым, Лядовым и Балакиревым)
- Премия имени М. И. Глинки (1912) — за симфоническую поэму «Сирены»
- Премия имени М. И. Глинки (1914) — за Третью симфонию («Илья Муромец»)
- Заслуженный артист Республики (1925)
- Заслуженный деятель искусств РСФСР (1927)
- Народный артист Азербайджанской ССР (25.05.1934) — «за особые заслуги перед трудящимися, за развитие новой тюркской музыкальной культуры», за многолетнюю работу над созданием оперы «Шахсенем»
- Народный артист РСФСР (1935)
- Народный артист Узбекской ССР (1937) — за создание музыкальной драмы «Гюльсара»
- Народный артист СССР (17.04.1938)
- Доктор искусствоведения (1941)
- Сталинская премия первой степени (1946) — за Концерт для колоратурного сопрано с оркестром
- Сталинская премия первой степени (1948) — за Четвёртый струнный квартет
- Сталинская премия первой степени (1950) — за балет «Медный всадник» (1949)
- Орден Трудового Красного Знамени (31.05.1937) — за выдающиеся заслуги в деле развития узбекского музыкального и танцевального искусства[17][18]
- Орден «Знак Почёта» (17.04.1938) — «за выдающиеся заслуги в деле развития азербайджанского оперного искусства, азербайджанской музыки, песни и танцев»[19]
- Орден Ленина (11.01.1945) — «за выдающиеся заслуги в области музыкального искусства и в честь 70-летия»
- Орден Ленина (1950) — «за выдающиеся заслуги в области музыкального искусства и в честь 75-летия»
- Орден Ленина (11.01.1955) — «за выдающиеся заслуги в области музыкального искусства и в честь 80-летия»
- Медаль «За доблестный труд в Великой Отечественной войне 1941—1945 гг.»
- Медаль «В память 800-летия Москвы»

## Прижизненные исполнения
При жизни композитора его произведения исполняли:
- И. Гржимали, А. Глен, Л. Ауэр, А. Вержбилович, С. Кусевицкий, Л. Годовский, К. Эрдели, М. Ростропович, С. Кнушевицкий, В. Полех, А. Нежданова, И. Козловский, Л. Собинов, Ф. Шаляпин, Н. Казанцева, Д. Пантофель-Нечецкая, Э. Бандровска-Турска;
- квартеты: А. Розе (Вена), герцога Мекленбургского (Санкт-Петербург), А. Хартмана (США), им. Бетховена (Москва) и др.;
- симфонические оркестры: Филадельфийский, Нью-Йоркский, Венский и др.
- дирижёры: А. Никиш (Венгрия), В. Сафонов, Н. Черепнин, С. Кусевицкий, Г. Фительберг (Польша), Г. Варлих, Л. Стоковский, Ю. Орманди, Ф. Сток, Д. Макропулос, С. Рахманинов, А. Гаук, Ю. Файер, Г. Шерхен
- в городах: Вена, Берлин, Гамбург, Мюнхен, Лейпциг, Франкфурт-на-Майне, Лондон, Париж, Копенгаген, Афины, Бухарест.

## Список произведений

### Оперы
- «Земля и небо», опера-оратория по Дж. Байрону (1900)
- «Шахсенем», либретто М. Гальперина (1923—1925, 2-я ред. 1934)
- «Гюльсара» (соавтор Т. Садыков), либретто К. Яшена и М. Мухамедова (1949).
- «Лейли и Меджнун» (соавтор Т. Садыков), либретто Хуршида по поэме А. Навои (1940)
- «Рашель», либретто М. Булгакова в переработке М. Алигер по новелле Ги де Мопассана «Мадемуазель Фифи» (1942—1943).

### Балеты
- «Хризис», балет-пантомима, либретто Н. Миль по сюжету П. Люиса (1912)
- «Клеопатра» («Египетские ночи»), балет-пантомима, либретто Вл. И. Немирович-Данченко и Л. В. Баратов по поэме А. С. Пушкина. Премьера: 11 января 1926 года, Москва, Музыкальная студия Художественного театра имени Вл. И. Немировича — Данченко. Дирижёр — В. Бакалейников, постановка Вл. И. Немирович-Данченко и Л. В. Баратова.
- «Красный мак» («Красный цветок»), либретто М. Курилко (1926—1927, 2-я редакция — 1949; 3-я редакция — 1957; 4-я редакция поставлена 12-17 февраля 2010 в Римском оперном театре[20], постановка Н. Андросова, дирижёр А. Аниханов, художник Е. Пулити). Новую российскую постановку представил В. В. Васильев в Красноярске 23 ноября 2010 года[21].
- «Комедианты», либретто А. Петровского по Лопе де Вега (1922—1930); в новой редакции — «Дочь Кастилии» (1955).
- «Медный всадник», либретто П. Аболимова по А. С. Пушкину (1945—1948). Гимн Великому городу (гимн Ленинграда)
- «Тарас Бульба», либретто Р. Захарова по Н. В. Гоголю (1951—1952)

### Симфонические произведения
- Увертюра для симфонического оркестра (1892)
- Первая симфония (1901)
- Вторая симфония (1907)
- Третья симфония «Илья Муромец» (1909—1911)
- «Сирены», поэма (1908)
- «Тризна», симфоническая картина (1915)
- «Запорожцы», картина (1921, по И. Е. Репину)
- Торжественная увертюра (1937)
- Героический марш Бурят-Монгольской АССР (1937)[22]
- «Заповит», поэма (1939)
- «Ферганский праздник», увертюра (1940)
- «Дружба народов», увертюра (1941)
- Увертюра на славянские темы (1941)
- Симфония-фантазия для оркестра русских народных инструментов (1943)
- «Победа», увертюра (1944—1945)
- Кантата «Слава Советской Армии» (1953)

### Концерты
- Концерт для арфы с оркестром (1938)
- Концерт для колоратурного сопрано с оркестром (1943)
- Концерт для виолончели с оркестром (1945-46)
- Концерт для валторны с оркестром (1951)
- Концерт для скрипки с оркестром (1956, закончен и инструментован Б. Н. Лятошинским)

### Камерно-инструментальные произведения
- Первый квартет (1899)
- Второй квартет (1905)
- Третий квартет (1928)
- Четвёртый квартет (1946)
- Первый секстет (1898)
- Второй секстет (1904)
- Третий секстет (1905)
- Октет (1901)

### Для духового оркестра
- «На праздник Коминтерна» (фантазия, 1924)
- «Марш Красной Армии» (1924)
- «25 лет Красной Армии» (увертюра, 1943)

### Прочее
- Около 150 фортепианных пьес в 2 и 4 руки концертного и педагогического репертуара, в том числе 12 детских пьес средней трудности (1907), 24 характерные пьесы для юношества (4 тетр., 1908), 8 лёгких пьес (1909) и др.
- Около 70 пьес для различных сольных инструментов с сопровождением фортепиано (для скрипки, в том числе 12 дуэтов для 2 скрипок (1909), для виолончели — свыше 70 пьес, в том числе 12 листков из альбома (1910).
- Около 20 хоров.
- Около 150 романсов («В порыве слез», сл. Т. Гольденвейзер (1903), «Придешь ли с новою весною» (сл. М. Лохвицкой, 1903), «О, не вплетай цветов» (сл. Д. Ратгауза, 1904), «Коль любить, так без рассудка» (сл. А. К. Толстого, 1906), «О, если б грусть моя» (сл. Россвейн, 1906), «Жить, будем жить» (сл. Галиной, 1906), «Сладко пел душа соловушко» (сл. И. Лажечникова, 1908), «Ночь серебристая» (сл. Д. Ратгауза, 1908), «Мы плыли с тобой» (сл. С. Скитальца, 1909), «Ночь идёт» (сл. И. Бунина, 1909), «Проснись, дитя» (сл. М. Лохвицкой, 1909), «Лада» (сл. Л. Столицы, 1912) и др.) и песен («Будет Гитлеру конец» (сл. И. Доронина, 1941), «Храброе сердце» (сл. А. Коваленкова, 1939) для голоса и фортепиано.
- Сочинения для оркестра народных инструментов — «Симфония-фантазия» (1943).
- Музыка к спектаклям драматического театра (в том числе «Царь Эдип» Софокла (1921, «3-й театр РСФСР. Комедия», Москва), «Лисистрата» Аристофана (1923, Музыкальная студия MXAT), «Меловой круг» (1924, Московский драматических театр), «Свадьба Фигаро» Бомарше (1927, MXAT), «Мольер» М. Булгакова (1936, Москва), «Фархад и Ширин» С. Вургуна (1946, Москва), «Цюй-Юань» Го Можо (1954, Москва) и др.)

### Редакции произведений других авторов
- Редакция балета Ц. Пуни «Эсмеральда» (несколько номеров для партитуры написал также С. В. Василенко)[23].

### Композиторская фильмография
- 1930 — Земля жаждет (совм. с В. А. Соколовым и С. Н. Ряузовым)
- 1939 — Друзья встречаются вновь
- 1947 — Алишер Навои (совм. с Т. Садыковым)

## Адреса
Киев
- 1914—1916 — Особняк Кучера[укр.], Кузнечная улица (Антоновича), 23[24]. В эти годы Глиэр был директором Киевской консерватории.

Москва
- Москва, ул. Чаянова, д. 10 (в то время 3-я Миусская, д. 4/6). Здесь жил и работал Р. М. Глиэр 1938—1956 г.г.
- Москва, Петровский бульвар, д. 5. Здесь жил и работал Р. М. Глиэр в 1904—1913 и 1920—1938 г.г.

## Память
Имя Р. Глиэра носят:
- Киевская муниципальная академия музыки имени Р. М. Глиэра[25] (Украина)
- детские музыкальные школы (Москва[26], Калининград, Ташкент[27], Маркнойкирхен, Алма-Ата, Нукус)
- улицы в посёлке Загорянский (Щёлковский район, Московская область), Магнитогорске (Челябинская область), Луцке (Волынская область, Украина), Донецке (Украина), Горловке (Украина), Киеве (Украина) ([28], в 1974—1980 — Р. Глиэра, ликвидирована в связи с перестройкой района, 7 декабря 2015 года улице В. Примакова возвращено имя Р. Глиэра).
- пассажирский теплоход (прогулочный катер) вместимостью 250 человек типа «Александр Грин», построенный в 1978 году и находящийся в 5 затоне Херсонского речного порта[29][30]
- танкер по перевозке нефтепродуктов водоизмещением 4700 тонн, построенный в 1970 году в Роттердаме, с 2014 года носит имя «Глиэр»[31], порт приписки — Владивосток, курсирует в северо-западной части Тихого океана (Японское, Охотское, Берингово моря). В помещениях корабля развёрнута экспозиция, посвящённая композитору.
- 16 ноября 2021 года решением Комитета по подводным названиям Межправительственной океанографической комиссии при ЮНЕСКО одной из подводных гор в Тихом океане было присвоено название «Гайот Глиэра»[32].
- В 1924—1949 годах в Москве работал струнный квартет имени Р. Глиэра.
- В Вене (Австрия) базируется Квартет Глиэра в составе: Доминика Фальгер и Владислав Винокуров (скрипки), Мартин Эдельман (альт), Андрэ Станковский (виолончель)[33]
- В 2020 году состоялась Международная музыкальная онлайн-конференция «Симфонизм в произведениях Рейнгольда Глиэра и музыкальное наследие композиторов Азербайджана XIX—XXI веков», посвящённая созданию оперы «Шах-Сенем». В конференции приняли участие известные музыковеды и исполнители из Великобритании, США, Швейцарии, Азербайджана, России. В рамках конференции состоялся онлайн-концерт, который транслировался в YouTube на двух языках, на котором впервые прозвучали фрагменты из оперы Глиэра «Шах-Сенем» для скрипки, виолончели и фортепиано, а также произведения композиторов Азербайджана.
- В 2021 году в Московской области образовано «Трио имени Глиэра»[34].

## Архив
В Российском государственном архиве литературы и искусства хранится объемный фонд Р. М. Глиэра. Фонд насчитывает 1603 единицы хранения и охватывает период с 1875 по 1974 гг. Основу составляют рукописи (наброски оперного либретто по рассказу А. И. Куприна «Суламифь»; отзывы о произведениях советских композиторов и научных работах музыковедов: И. Ф. Бэлзы, Ф. Е. Козицкого, П. А. Ламма, Б. Н. Лятошинского, А. В. Мосолова и др.), рукописи-ноты, записные книжки, переписки, материалы творческой деятельности, фотографии, нотные тетради с набросками музыкальных тем.